# La Liga 1961-1962
Statisticile pentru sezonul La Liga 1961–62.
La acest sezon au participat următoarele cluburi:
| - Athletic Bilbao - Atlético Madrid - FC Barcelona - Elche CF - RCD Espanyol - RCD Mallorca - CA Osasuna - Racing de Santander |  | - Real Betis - Real Madrid C.F. - Real Oviedo - Real Sociedad - Real Zaragoza - Sevilla FC - CD Tenerife - Valencia CF |

## Clasament
| Poziție | Club                | Meciuri jucate | V  | E  | Î  | GÎ | GP | Puncte | A   | Comentarii                       |
| ------- | ------------------- | -------------- | -- | -- | -- | -- | -- | ------ | --- | -------------------------------- |
| 1       | Real Madrid C.F.    | 30             | 19 | 5  | 6  | 58 | 24 | 43     | 34  | Campion La Liga                  |
| 2       | FC Barcelona        | 30             | 18 | 4  | 8  | 81 | 46 | 40     | 35  |                                  |
| 3       | Atlético Madrid     | 30             | 15 | 6  | 9  | 50 | 36 | 36     | 14  |                                  |
| 4       | Real Zaragoza       | 30             | 15 | 5  | 10 | 70 | 51 | 35     | 19  |                                  |
| 5       | Athletic Bilbao     | 30             | 12 | 8  | 10 | 52 | 38 | 32     | 14  |                                  |
| 6       | Sevilla FC          | 30             | 12 | 7  | 11 | 48 | 45 | 31     | 3   |                                  |
| 7       | Valencia CF         | 30             | 12 | 7  | 11 | 50 | 50 | 31     | 0   |                                  |
| 8       | Elche CF            | 30             | 10 | 9  | 11 | 52 | 55 | 29     | -3  |                                  |
| 9       | Real Betis          | 30             | 10 | 8  | 12 | 39 | 51 | 28     | -12 |                                  |
| 10      | Real Oviedo         | 30             | 10 | 7  | 13 | 27 | 47 | 27     | -20 |                                  |
| 11      | RCD Mallorca        | 30             | 11 | 5  | 14 | 30 | 47 | 27     | -17 |                                  |
| 12      | CA Osasuna          | 30             | 10 | 7  | 13 | 54 | 59 | 27     | -5  |                                  |
| 13      | RCD Espanyol        | 30             | 8  | 10 | 12 | 45 | 55 | 26     | -10 | Retrogradată în Segunda División |
| 14      | Racing de Santander | 30             | 11 | 4  | 15 | 35 | 54 | 26     | -19 | Retrogradată în Segunda División |
| 15      | Real Sociedad       | 30             | 9  | 5  | 16 | 37 | 49 | 23     | -12 | Retrogradată în Segunda División |
| 16      | CD Tenerife         | 30             | 6  | 7  | 17 | 33 | 57 | 19     | -24 | Retrogradată în Segunda División |